# Almby socken
Almby socken i Närke ingick i Örebro härad, uppgick 1943 i Örebro stad och området ingår sedan 1971 i Örebro kommun och motsvarar från 2016 Almby distrikt.
Socknens areal var 36,02 kvadratkilometer, varav 35,97 land. År 2000 fanns här 15 092 invånare. En del av Örebro, tätorten Ekeby-Almby, herrgården Hjälmarsberg samt de tidigare kyrkbyarna, numera stadsdelarna, Almby och Tybble med sockenkyrkan Almby kyrka ligger i socknen. 

## Administrativ historik
Almby socken har medeltida ursprung.
Vid kommunreformen 1862 övergick socknens ansvar för de kyrkliga frågorna till Almby församling och för de borgerliga frågorna till Almby landskommun. Landskommunen inkorporerades 1943 i Örebro stad som 1971 ombildades till Örebro kommun.
1 januari 2016 inrättades distriktet Almby, med samma omfattning som församlingen hade 1999/2000.  
Socknen har tillhört fögderier, tingslag och domsagor enligt vad som beskrivs i artikeln Närke. De indelta soldaterna tillhörde Närkes regemente, Örebro kompani och Livregementets husarkår, Östernärke skvadron.

## Geografi
Almby socken ligger närmast söder om Örebro och Svartån och Hjälmaren. Socknen är i norr en slättbygd och en skogig höjplatå i söder.
Socknen gränsar i norr till Hjälmaren, i öster till Stora Mellösa socken, i söder till Norrbyås socken och Gällersta socken och i väster till Örebro stad. 
Genom socknen löpte förr den smalspåriga järnvägen Örebro södra - Norrköping, med hållplats vid Östra Mark. Även Örebro-Skebäcks Järnväg gick genom kommunen.

### Herrgård och byar
- Hjälmarsbergs herrgård
- (Östra) Mark
- Tybble
- Ormesta
- Näsby
- Ekeby
- Sundby
- Sörby

## Fornlämningar
Från järnåldern finns gravfält där det vid Enabuskabacken vid Östra Mark har omkring 180 gravar.

## Namnet
Namnet (1314 Almby) kommer från kyrkbyn och är sammansatt av alm och by, 'gård; by'.

## Befolkningsutveckling
| Befolkningsutvecklingen i Almby socken 1810–1940                                                        | Befolkningsutvecklingen i Almby socken 1810–1940 | Befolkningsutvecklingen i Almby socken 1810–1940 | Befolkningsutvecklingen i Almby socken 1810–1940 | Befolkningsutvecklingen i Almby socken 1810–1940 |
| --- | ------------------------------------------------ | ------------------------------------------------ | ------------------------------------------------ | ------------------------------------------------ |
| |                                                  |                                                  |                                                  |                                                  |
| År |                                                  |                                                  | Folkmängd                                        |                                                  |
| 1810 | 1810                                             |                                                  | 656                                              |                                                  |
| 1820 | 1820                                             |                                                  | 717                                              |                                                  |
| 1830 | 1830                                             |                                                  | 875                                              |                                                  |
| 1840 | 1840                                             |                                                  | 928                                              |                                                  |
| 1850 | 1850                                             |                                                  | 924                                              |                                                  |
| 1860 | 1860                                             |                                                  | 1 009                                            |                                                  |
| 1870 | 1870                                             |                                                  | 1 065                                            |                                                  |
| 1880 | 1880                                             |                                                  | 1 026                                            |                                                  |
| 1890 | 1890                                             |                                                  | 997                                              |                                                  |
| 1900 | 1900                                             |                                                  | 1 143                                            |                                                  |
| 1910 | 1910                                             |                                                  | 2 047                                            |                                                  |
| 1920 | 1920                                             |                                                  | 2 545                                            |                                                  |
| 1930 | 1930                                             |                                                  | 4 575                                            |                                                  |
| 1940 | 1940                                             |                                                  | 4 510                                            |                                                  |
| Anm: Källor: Umeå universitet - Tabellverket 1749-1859, Demografiska databasen, CEDAR, Umeå universitet |                                                  |                                                  |                                                  |                                                  |